# IC 193
IC 193 (również PGC 7765 lub UGC 1529) – galaktyka spiralna (Sc), znajdująca się w gwiazdozbiorze Barana w odległości około 215 milionów lat świetlnych od Ziemi. Odkrył ją Lewis A. Swift 8 października 1887 roku.